# Eldad ha-Dani
Eldad ha-Dani, dt. Eldad der Daniter, (spätes 9. Jahrhundert) war ein jüdischer Weltreisender und Händler, der um 880 in Nordafrika und Spanien auftrat.
Herkunft und Leben von Eldat liegt weitgehend im Dunkeln. Gemäß seinem Namen gehörte er dem Stamm der Danaiten an, die nach seinen Angaben zusammen mit den nomadischen Stämmen Naftali, Gad und Ascher in Afrika ein eigenes Königreich gebildet hatten. Ausgehend von diesem Reich unternahm Eldat verschiedene Reisen in Nordafrika. Er beschrieb die einzelnen Siedlungsgebiete der zehn verlorenen Stämme Israels und berichtete über deren Traditionen. Von seinem Stamme behauptete er, er lebe „dort wo das Gold ist“.
Die Frage der wissenschaftlichen Zuverlässigkeit seiner Schriften ist umstritten. Seine Erzählungen über die verlorenen Stämme wie auch die angeblich aus seiner Heimat mitgebrachten andersartigen Schächtregeln erregten starke Aufmerksamkeit.
Sein Buch hatte große Wirkung und wurde oftmals (häufig in bearbeiteter und erweiterter Form) weitergegeben.